# Traité de Paris entre l'Italie et les puissances alliées
Pour les articles homonymes, voir traité de Paris.
Le traité de paix avec l'Italie (l'un des traités de paix de Paris) est signé le 10 février 1947 entre l'Italie et les puissances victorieuses de la Seconde Guerre mondiale, mettant officiellement fin aux hostilités. Il est entré en vigueur le 15 septembre 1947.

## Changements territoriaux

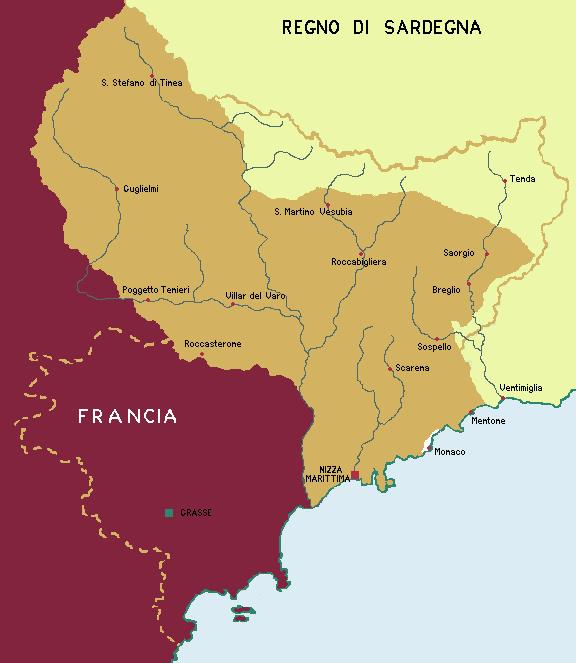
Évolution territoriale du département des Alpes-Martimes depuis 1793.
Comté de Nice rattaché à la France en 1860.
Acquisition du 10 février 1947 (Tende, La Brigue et Piène).

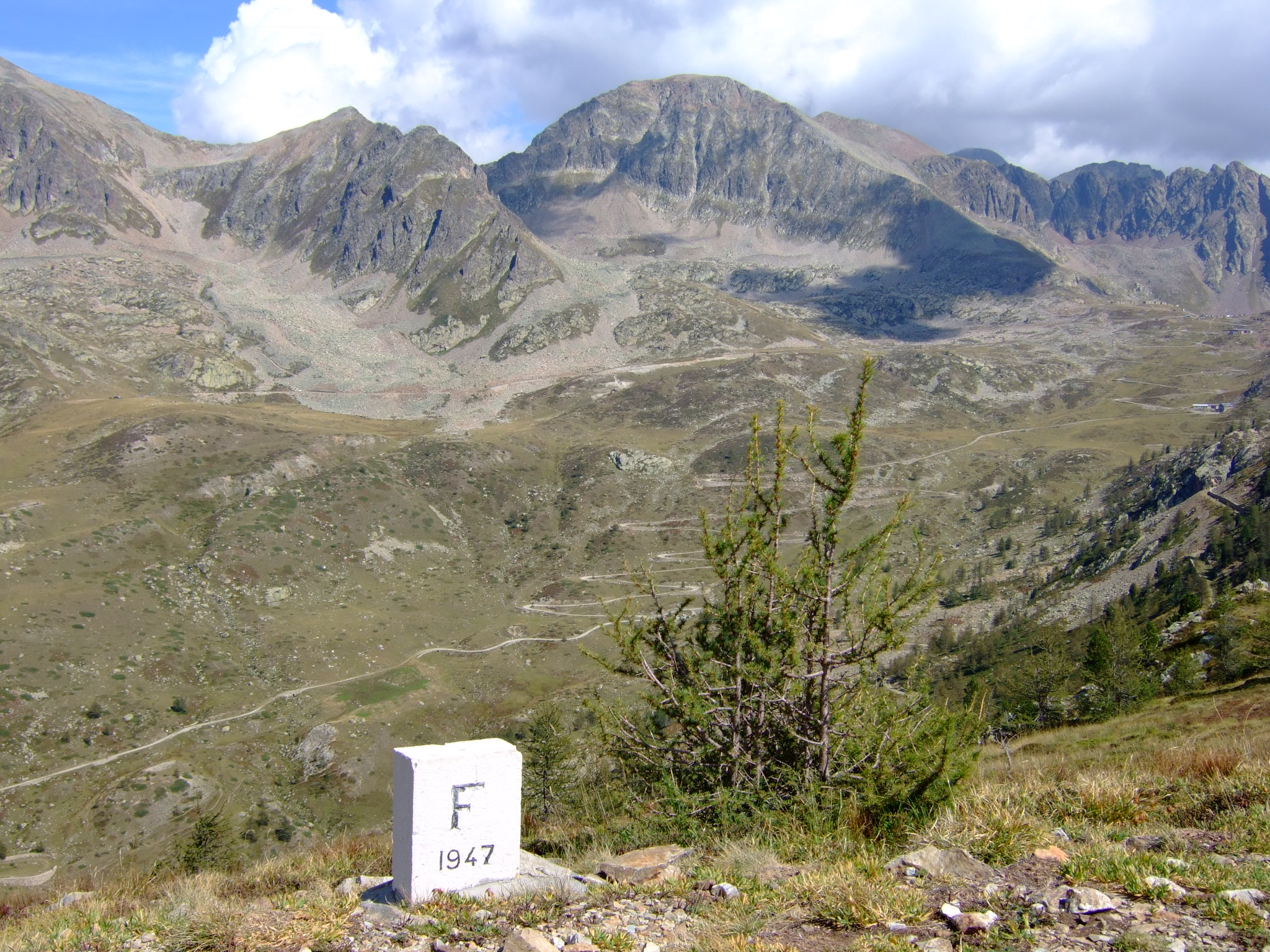
Une borne frontière sur la frontière franco-italienne installée en 1947 au col de la Lombarde.

- Cession à la France de Briga et Tende, et d'autres petits territoires alpins le long de la frontière franco-italienne ;
- Cession à la Yougoslavie de la vallée de l'Isonzo en amont de Gorizia, du plateau du Carso, de la ville de Rijeka, de la ville portuaire enclavée de Zara, des îles dalmates de Veglia, Cherso, Lussino, Lagosta et Pelagosa, ainsi que des deux tiers méridionaux de l'Istrie au sud de la rivière Mirna ;
- Trieste et ses environs jusqu'à rivière Mirna forment, de jure, le territoire libre de Trieste ; de facto le nord du territoire, avec la ville, est administré par les gouvernements des États-Unis et du Royaume-Uni tandis que le sud, de Muggia à la Mirna, est administré par l'Armée populaire yougoslave qui s'emploie à persuader les habitants italiens de quitter définitivement cette zone[2] ;
- Reconnaissance de l'indépendance de l'Albanie (entre-temps devenue communiste) et cession à l'Albanie de l'île de Sassos, prise par l'Italie à la Grèce le 26 avril 1915 lors du pacte de Londres ;
- Cession au royaume de Grèce de l'archipel du Dodécanèse en mer Egée ;
- Dissolution de l'empire colonial italien (Libye, l'Érythrée et Somalie italienne[3]) ;
- Renonciation aux prétentions sur l'Éthiopie et restauration de l'empire éthiopien[4] ;
- Annulation des traités commerciaux inégaux avec la République de Chine et renoncement à la concession italienne de Tianjin détenue depuis le 7 septembre 1901.

## Réparations de guerre
L'Italie est obligée de payer les réparations de guerre suivantes (article 74) :
- 125 000 000 $ US vers la Yougoslavie
- 105 000 000 $ US vers la Grèce
- 100 000 000 $ US à l'Union soviétique
- 25 000 000 $ US US en Éthiopie
- 5 000 000 $ US en Albanie

Les montants ont été évalués en dollars américains à leur parité-or le 1er juillet 1946 (35 $ pour une once d'or). Les réparations devaient être payées en biens et services sur une période de sept ans.

## Clauses militaires
Les articles 47 et 48 prévoient la démolition de toutes les fortifications permanentes le long de la frontière franco-italienne et yougoslave-italienne. Il est interdit à l'Italie de posséder, de construire ou d'expérimenter des armes atomiques, des missiles guidés, des canons d'une portée supérieure à 30 km, des mines et torpilles navales sans contact ainsi que des torpilles humaines (article 51).
L'armée italienne demeure de taille limitée. L'Italie doit disposer au maximum de 200 chars lourds et moyens (article 54). Les anciens officiers et sous-officiers des chemises noires et de l'Armée nationale républicaine n'ont pas le droit de devenir officiers ou sous-officiers de l'armée italienne (à l'exception de ceux ayant été disculpés par les tribunaux italiens, article 55).
La marine royale italienne est dissoute. Certains navires de guerre sont attribués aux gouvernements de l'Union soviétique, des États-Unis, du Royaume-Uni et de la France (articles 56 et 57). L'Italie reçoit l'ordre de saborder tous ses sous-marins (article 58) et se voit interdire d'acquérir de nouveaux cuirassés, sous-marins et porte-avions (article 59). La marine est limitée à une force maximale de 25 000 hommes (article 60). L'armée italienne est limitée à une taille de 185 000 hommes plus 65 000 carabiniers, pour un total maximum de 250 000 hommes (article 61). L'armée de l'air italienne est limitée à 200 chasseurs et avions de reconnaissance, plus 150 avions de transport, de sauvetage aérien, d'entraînement et de liaison et il lui est interdit de posséder et d'exploiter des bombardiers (article 64). Les effectifs de l'armée de l'air sont limités à 25 000 (article 65). La plupart des restrictions militaires seront levées en 1949, lors de la constitution de l'OTAN, dont l'Italie est membre fondateur.

## Clauses politiques
L'article 17 du traité interdit les organisations fascistes (« qu'elles soient politiques, militaires ou semi-militaires ») en Italie.